# Julio Ceballos
Julio Ceballos (Reinosa, 1979) o Julio Ceballos Rodríguez es un consultor de negocio, escritor y poeta español especializado en relaciones internacionales comerciales y China.

## Trayectoria

### Consultor de negocio
Ceballos es abogado economista especializado en internacionalización, estrategia de mercado y negociación comercial con China. Colabora con empresas occidentales para su entrada en el mercado asiático y apoya a otros clientes en sus planes de implantación y multiplicación de mercado. Participa en diferentes foros y congresos como la Jornada “Como hacer negocios con China y no morir en el intento. Retos importación/exportación”,"Marketing Mix en el Mercado Chino" y es profesor del Máster en Comercio, Transportes y Comunicaciones Internacionales organizado por la Universidad de Cantabria. Asimismo, ofrece conferencias sobre la actualidad geopolítica de China e imparte cursos y talleres sobre cómo hacer negocios en Asia, además de apoyar los planes estratégicos de organismos privados e institucionales y ser miembro de diversas ONG como Los18, Cantabria Overseas o Cátedra China.
Ceballos trabaja y reside desde 2006 en China. Colabora con la Red de Talento Cántabro Emigrado como herramienta de contacto entre profesionales cántabros que viven fuera para activar sinergias y modernizar la red empresarial cántabra.
Ceballos gestionó desde China el proyecto de Micromecenazgo Cantabria Respira para enviar material sanitario en marzo del 2020, cuando el azote inicial de la pandemia del COVID-19 evidenció la necesidad urgente de mascarillas quirúrgicas, equipos de protección individual (EPI) o pantallas de protección.
Actualmente vive en Shanghái, publica artículos de actualidad en periódicos como El Diario Montañés y dirige la oficina del Grupo Telepizza en Asia.
Escritor y divulgador
Ceballos ha publicado el ensayo "Observar el arroz crecer. Cómo habitar un mundo liderado por China" (Ed. Ariel, Grupo Planeta),  en este libro explica las claves para comprender a fondo la mentalidad china, mostrando un país caleidoscópico y fascinante, que desmonta falsos mitos y da respuesta a las dudas que plantea el fenómeno chino, desentrañando su compleja realidad y aportando al lector las herramientas para adaptarse al futuro de un mundo "made in China".
Ceballos ha publicado numerosos artículos, ensayos y poemas. Sus poemarios y ensayos han sido reconocidos con premios nacionales e internacionales como el Justas Literarias de Reinosa, el de Ensayo de la Universidad de Helsinki, el Caja de Pandora de la Universidad de Deusto, el Poetry Slam de la Universidad de Bielefeld, el de Estudiantes de la Universidad de Viena o el José Hierro de Santander (España).

### Poeta
Entre sus poemarios destacar el libro de 2007 Cuaderno de Shanghai en el que hace referencias a paisajes de Cantabria y de su tierra porque según Ceballos: "Aquí están mis bases, aquí es donde tengo necesidad de volver periódicamente para devolverle la perspectiva a todo y saber dónde termina la realidad y dónde empieza la ficción".
Ceballos cofundó el Grupo Cultural 4 Habitaciones, con el que estrenó el espectáculo 'Todas las noches del mundo' y escribió el libro Tránsitos. Con Sergio Balbontín impulsó el programa de radio 'La Emboscada' que obtuvo en 2005 el segundo premio del Círculo de Bellas Artes de Madrid 'Hablar en Arte' y, en 2006 una mención de honor en el concurso de Manos Unidas. 

## Obras seleccionadas
- 2005 XXIV Certamen Literario José Hierro 2005: poesía y relato breve, ed, Ayuntamiento de Santander. ISBN: 978-84-86993-74-0[9]

- 2007 Mahjong, ed, Ayuntamiento de Santa María de Cayón, ISBN: 978-84-935802-4-7[10]
- 2007 Cuaderno de Shanghai, poemario,edición bilingüe castellano y chino. ISBN-13: 978-8493580209[11]

- 2016 Breve manual para efectuar con éxito aterrizajes de emergencia, ed. Sociedad Regional de Educación, Cultura y Deporte. ISBN: 978-84-608-9016-4[12]
- 2023 Observar el arroz crecer. Cómo habitar un mundo liderado por China, ed. Ariel. Grupo Planeta. ISBN-13: 978-8434436022[13]
- 2025 El calibrador de estrellas, ed. Ariel.  Grupo Planeta.  ISBN: 978-8434438613

## Premios literarios
- Nacional Justas Literarias de Reinosa
- Internacional de Ensayo de la Universidad de Helsinki
- Estudiantes Internacionales de la Universidad de Viena
- José Hierro del Ayuntamiento de Santander[8]